# کوربلاغ (مشگین‌شهر)
کوربلاغ روستایی است که در استان اردبیل، شهرستان مشگین‌شهر، بخش مرکزی، دهستان مشگین شرقی قرار دارد.

## جمعیت
بر اساس سرشماری سال ۱۳۸۵ جمعیت این روستا ۲۹۴ نفر با ۶۸ خانوار بوده‌است.